# Farfugium japonicum
Фарфугіум японський (Farfugium japonicum) — вид квіткової рослини з родини Asteraceae. Відома своєю декоративною строкатістю. 

## Назва
В англійські мові відома як леопардова рослина (leopard plant), рослина тракторне сидіння (tractor seat plant). В Японії його називають цувабукі (石 蕗).

## Опис
Це кореневищний вічнозелений багаторічник, що росте кущиком близько 60 см заввишки та завширшки, з великими круглим, м'ясистим та ниркоподібним листям. Ромашкоподібні жовті квіти, 2,5—5 см упоперек, з'являються восени та взимку.

## Практичне використання
F. japonicum вирощують як декоративну рослину для саду. Строкаті сорти часто використовуються для затінених садових ділянок. Деякі сорти мають блискучі зелені листя, строкаті з нерегулярними кремово-білими або жовтими позначками, які шкірясті і великі, 10-10-25,4 см поперек, з хвилястими або зубчастими краями на довгих стеблах Інші мають рівний зелений колір без білого або жовтого маркування.
Стебла рослин їстівні. Їх відварюють у воді, щоб прибрати гіркий смак. Потім зовнішній шар очищається від шкірки, а стебла додаються в салати та супи тощо.

## Токсичність
Farfugium japonicum містить онкогенні алкалоїди.

## Галерея

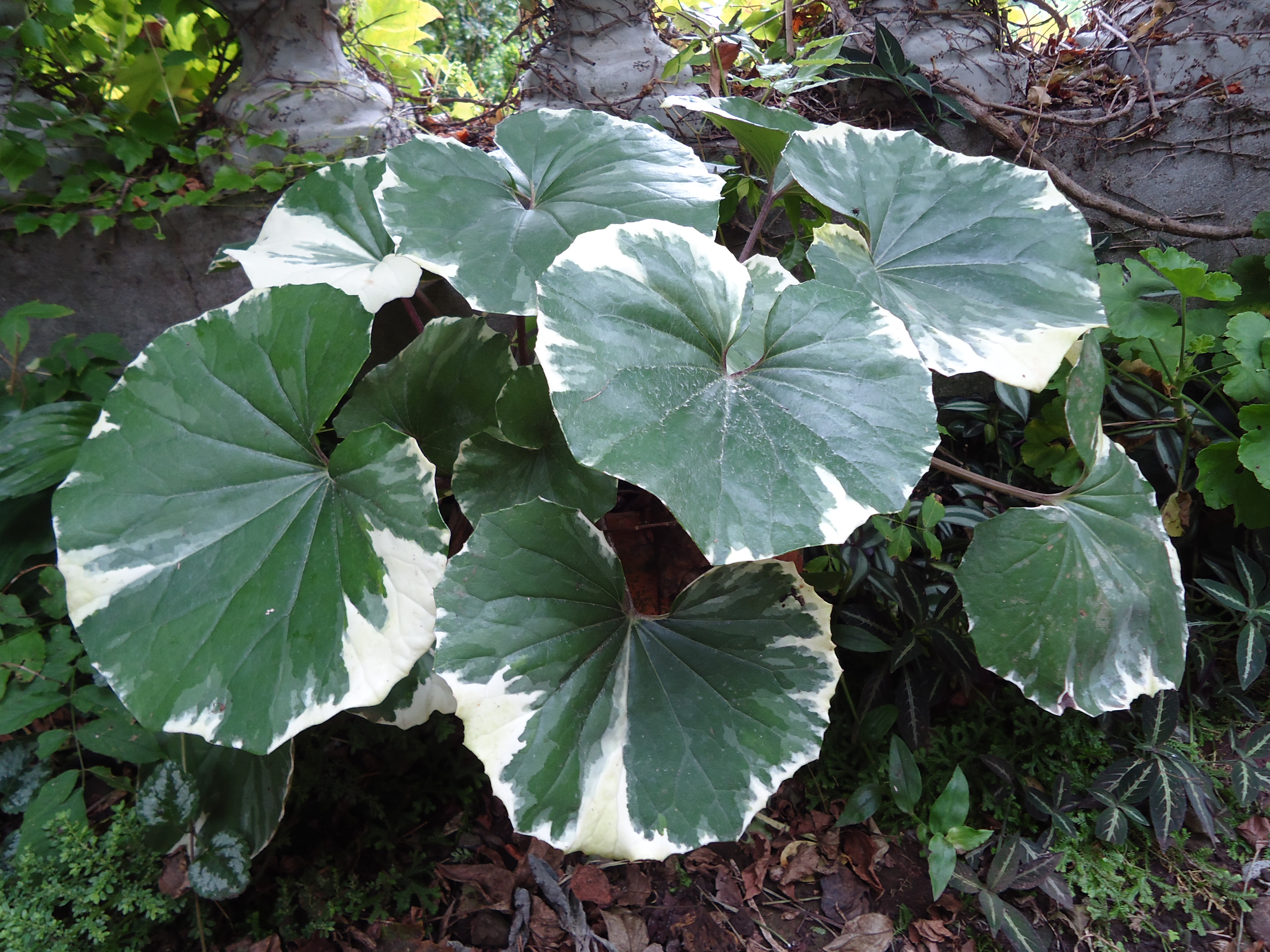
F. japonicum 'Argenteum', з білою строкатістю
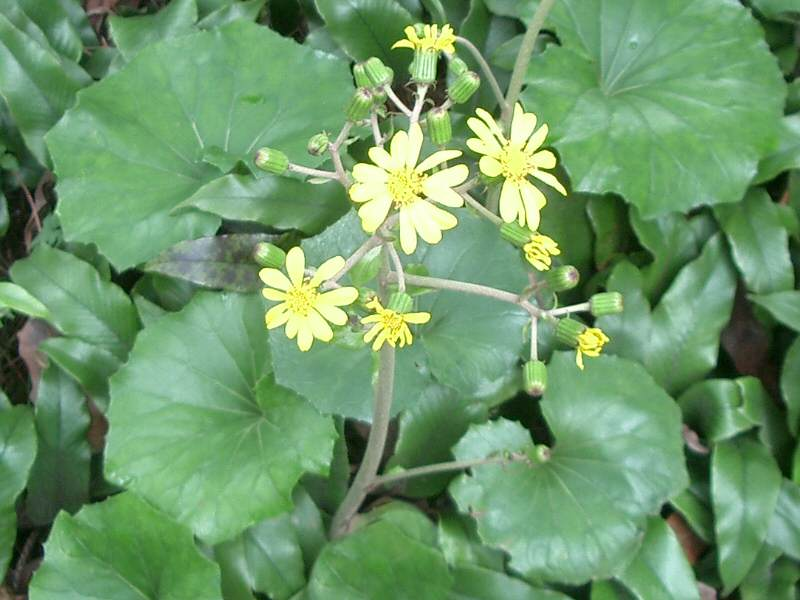
Квіти
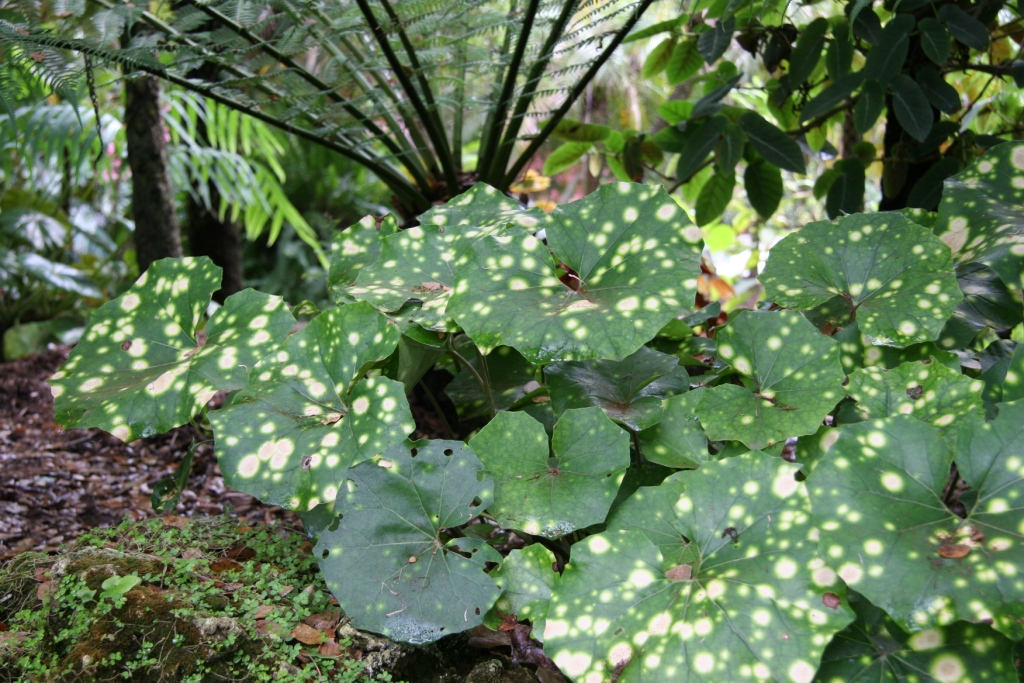